# 20007 Marybrown
20007 Marybrown este un asteroid din centura principală de asteroizi.

## Descriere
20007 Marybrown este un asteroid din centura principală de asteroizi. A fost descoperit pe 7 iunie 1991 la Observatorul Palomar de Carolyn S. Shoemaker și Eugene M. Shoemaker. Asteroidul prezintă o orbită caracterizată de o semiaxă mare de 2,38 ua, o excentricitate de 0,23 și o înclinație de 15,0° în raport cu ecliptica.